# Бєсс
Бєсс (*д/н —329 до н. е.) — державний діяч Стародавньої Персії, самопроголошений царем царів як Артаксеркс V.

## Життєпис
Походив з династії Ахеменідів. Син Оксатра. Був призначений сатрапом Бактрії[коли?], де збирав війська проти македонян. Проте не встиг прибути із загонами до битви при Іссі.
331 року до н. е. очолював перську кінноту в битві при Гавгамелах. У 330 році до н.е захопив Дарія III, який втік після битви, і повів закутого царя за собою. Здібний і заповзятливий діяч[джерело?], намагався в боротьбі з Александром Македонським перешкодити остаточній загибелі Перської держави.
Разом із сатрапами-однодумцями він захопив правління замість Дарія III. Коли Александр Македонський дізнався про долю Дарія III, він негайно розпочав переслідування Бєсса і його послідовників. Коли переслідувачі майже наздогнали втікачів, Дарія III смертельно поранили, кинули на дорозі і намагалися дістатися до північних провінцій Перської держави.
Уклавши союзи з іншими сатрапами (Сатібараном з Арії, Бабістаном з Вавилону, Мімасом з Согдіани, Барсентом з Арахозії), у липні 330 року до н. е. Бєсс змусив проголосити себе царем царів під ім'ям Артаксеркса V (більшість дослідників не визнає його статусу). Македонські війська тим часом продовжували переслідування й у важких переходах на початку 329 року до н. е. нагнали Бєсса в Согдіані, де його взяв у полон Птолемей Лагид.
Бєсса віддали для покарання до персько-лідійського суду, його було засуджено до смерті й четвертовано в Екбатані.